# Dampremmende laag
De dampremmende of dampdichte laag (Engels: damp-proof membrane) is een bouwkundig vlies dat het transport van waterdamp in een scheidingsconstructie vertraagt of voorkomt. Het dampscherm moet worden aangebracht aan de warme zijde om condensatie in een dak, gevel of vloer te voorkomen. Ook gaat de dampremmende laag tegen dat isolatiemateriaal vochtig wordt en beperkt deze tochtverschijnselen. Er zijn verschillende dampremmende materialen beschikbaar, waarvan de meest gebruikte zijn: polyethyleen- (PE) en gebitumineerde folies. 